# Ondas alfa

Una muestra de 1 segundo de EEG (electroencefalograma). La señal está filtrada para presentar sólo las ondas alfa.

Las ondas alfa son oscilaciones electromagnéticas en el rango de frecuencias de 8-14 Hz que surgen de la actividad eléctrica sincrónica y coherente, también son llamadas «ondas de Berger», en memoria de Hans Berger, el primer investigador que aplicó la electroencefalografía a seres humanos.
Las ondas alfa son comúnmente detectadas usando un electroencefalograma (EEG) o un magnetoencefalograma (MEG), y se originan sobre todo en el lóbulo occipital durante períodos de relajación, con los ojos cerrados, pero todavía despierto. Se piensa que representan la actividad de la corteza visual en un estado de reposo. Estas ondas se enlentecen al quedarse dormido y se aceleran al abrir los ojos, al moverse o incluso al pensar en la intención